# Liste von Sexualpheromonen der Insekten
Insekten nutzen Sexualpheromone als Botenstoffe, um Geschlechtspartner zu finden (Aggregationspheromon). Die nachfolgende Liste enthält einige der bekanntesten Sexualpheromone von Insekten:
| Trivialname                  | Chemische Bezeichnung                                                                          | Summenformel      | CAS                   | Insekt (zoologischer Name)                  | deutscher Name                |
| ---------------------------- | ---------------------------------------------------------------------------------------------- | ----------------- | --------------------- | ------------------------------------------- | ----------------------------- |
| Bombykol                     | (10E,12Z)-10,12-Hexadecadien-1-ol                                                              | C16H30O           | 765-17-3              | Bombyx mori                                 | Seidenspinner                 |
| Muscalur                     | cis-9-Tricosen                                                                                 | C23H46            | 27519-02-4            | Musca domestica                             | Stubenfliege                  |
| Siglure                      | sec-Butyl-6-methyl-3-cyclohexen-1-carboxylat 1-Methylpropyl-6-methyl-3-cyclohexen-1-carboxylat | C12H20O2          | 2425-20-9             | Ceratitis capitata                          | Mittelmeerfruchtfliege        |
| Medlure                      | sec-Butyl-4(oder 5)-chlor-2-methylcyclohexancarboxylat                                         | C24H42Cl2O4       | 13929-18-5            | Ceratitis capitata                          | Mittelmeerfruchtfliege        |
| Trimedlure                   | Chlormethylcyclohexancarbonsäurebutylester                                                     | C12H21ClO2        | 12002-53-8            | Ceratitis capitata                          | Mittelmeerfruchtfliege        |
| Rescalure                    | 6-Isopropenyl-3-methyldec-9-en-1-ylacetat                                                      | C16H28O2          | 67601-06-3            | Aonidiella aurantii                         | Rote Kalifornische Schildlaus |
| Dominicalur I Dominicalur II |                                                                                                | C12H22O2 C11H20O2 | 80510-15-2 80510-16-3 | Rhyzopertha dominica                        | Getreidekapuziner             |
| Anisylaceton                 | 4-(4-Methoxyphenyl)-butan-2-on                                                                 | C11H14O2          | 104-20-1              | Bactrocera cucurbitae syn. Dacus cucurbitae | Melonenfliege                 |
| Cue-lure                     | 4- (4- Acetoxyphenyl) - butan-2-on                                                             | C12H14O3          | 3572-06-3             | Bactrocera cucurbitae syn. Dacus cucurbitae | Melonenfliege                 |
| Methyleugenol                | 4-Allyl-1,2-dimethoxybenzol                                                                    | C11H14O2          | 93-15-2               | Bactrocera dorsalis syn. Dacus dorsalis     | Orientalische Fruchtfliege    |
| α-Jonon                      | (E)-4-(2,6,6-Trimethyl-2-cyclohexen-1-yl)-3-buten-2-on                                         | C13H20O           | 127-41-3              | Bactrocera latifrons                        | Malaysische Fruchtfliege      |
|                              | Hexadecan-1,2-diol                                                                             | C16H34O2          | 6920-24-7             | Lymantria dispar                            | Schwammspinner                |
|                              | 1,2-Epoxyhexadecan                                                                             | C16H32O           | 7320-37-8             | Lymantria dispar                            | Schwammspinner                |
| Disparlur                    | cis-7,8-Epoxy-2-methyloctadecan                                                                | C19H38O           | 29804-22-6            | Lymantria dispar                            | Schwammspinner                |
| Gyplure                      | (Z)-10-Acetoxy-7-hexadecen-1-ol                                                                | C18H34O3          | 16579-98-9            | Lymantria dispar                            | Schwammspinner                |
| Gossyplure                   | (7Z)-7,11-Hexadecadien-1-ylacetat                                                              | C18H32O2          | 50933-33-0            | Pectinophora gossypiella                    | Roter Baumwollkapselwurm      |
| Looplure                     | (Z)-7-Dodecenylacetat                                                                          | C14H26O2          | 14959-86-5            | Trichoplusia ni                             | Aschgraue Höckereule          |
| Orfralure RAK 5              | (Z)-8-Dodecenylacetat                                                                          | C14H26O2          | 28079-04-1            | Grapholita molesta                          | Pfirsichtriebwickler          |
| RAK 1                        | (Z)-9-Dodecenylacetat                                                                          | C14H26O2          | 16974-11-1            | Eupoecilia ambiguella                       | Einbindiger Traubenwickler    |
| RAK 2                        | (7E,9Z)-Dodecadienylacetat                                                                     | C14H24O2          | 54364-62-4            | Lobesia botrana                             | Bekreuzter Traubenwickler     |
| RAK 4                        | (Z)-11-Tetradecenylacetat                                                                      | C16H30O2          | 23192-82-7            | Adoxophyes orana                            | Fruchtschalenwickler          |
|                              | (Z)-9-Tetradecenylacetat                                                                       | C16H30O2          | 16725-53-4            | Panolis flammea                             | Kieferneule                   |
| Codlemon RAK 3               | (8E,10E)-Dodecadien-1-ol                                                                       | C12H22O           | 33956-49-9            | Cydia pomonella                             | Apfelwickler                  |